# 葛山氏元
葛山氏元（1520年—1573年?），日本戰國時代武將。駿河國駿東郡的國人眾。葛山城城主。備中守。父親是葛山貞氏。成為葛山氏廣的養子。
葛山氏是駿河國東部展開在地領主制的國眾。支配地域在今川氏的駿河、武田氏的甲斐、後北條氏的相模三國之間，因此雖然在形式上是從屬於今川氏，但是與武田氏和北条氏亦有很深關係。

## 生平
在永正17年（1520年）出生。最初屬於今川氏，永祿年間，有同盟關係的武田與今川氏的關係惡化，永祿11年（1568年）末，武田氏侵攻今川領國（駿河侵攻）。於是與朝比奈信置、瀨名氏等人一同成為武田方的內應，翌年（1569年）2月1日，與武田家臣穴山信君一同攻擊以相模後北條氏（與今川氏有同盟關係）為後援的富士信忠守備的大宮城。
迎武田信玄的六男信貞為養子並讓予家督，信貞是分郡領主，沒有前往葛山城，在地的支配被認為是由城代御宿友綱實行。天正元年（1573年）2月末，因為有謀反嫌疑，在信濃國諏訪被處刑（佛眼禪師語錄）。
與御宿友綱（監物）和御宿政友的御宿氏同族。